# Gaffargaon
Gaffargaon (en bengali : গফরগাঁও) est une upazila du Bangladesh dans le district de Mymensingh. En 1991, on y dénombrait 379 803 habitants.